# Magnus Jonsson
Magnus (V) Jónsson des Orcades  (mort vers 1321). Comte des Orcades et comte de Caithness de 1311 à 1321.

## Règne
Fils et successeur de Jon Magnusson, Magnus (V) Jónsson est le  29 octobre 1312  un des témoins du Traité d'Inverness signé entre son suzerain pour le Caithness  le roi Robert Ier d'Écosse et les envoyés de son autre suzerain pour les Orcades Håkon V de Norvège. Le 6 avril 1320, il est également un des signataires de la lettre des principaux nobles écossais au pape Jean XII connue sous le nom de Déclaration d'Arbroath.   
Magnus Jónsson fut le dernier comte de la lignée d'Angus à régner sur les Orcades. Il semble qu'il soit mort avant le 4 août 1321 date a laquelle les Orcades sont administrées par un bailli pour le compte de la Norvège et le Caithness par un autre bailli pour le compte de l'Écosse.
Magnus avait vraisemblablement laissé des héritiers mineurs dont une fille connue nommée Marguerite, de son épouse Catherine dont la parenté est inconnue et qui souscrit une charte de donation comme veuve en 1329. C'est sans doute qu'après la disparition de ses héritiers que les Orcades et le Caithness seront inféodés à son lointain cousin Malise V de Strathearn en 1330